# Ádám György (pap)
Ádám György (Budapest, 1912. november 24. – Feldafing, 1978. január 18.) katolikus pap, a második világháború alatt a budapesti Szent Anna plébánia káplánja. Nyugatra menekült 1945-ben. Németországban töltötte élete hátralevő részét, sokoldalúan dolgozott a magyar emigráns katolikus élet megszervezésében. A Nyugaton élő papok főlelkésze, a Burg Kastl-i magyar gimnázium alapítója volt, később pápai prelátus.

## Élete
Ádám György és Tretzel Mária fia.
A budapesti Ferenc József főgimnáziumban érettségizett. 1931-től Esztergomban végzett hittudományi tanulmányokat, majd 1937-ig a bécsi Pazmaneumban. 1937-ben szentelték pappá Bécsben.
1937-ben a vízivárosi Szent Anna plébánia káplánjaként működött; 1938-tól 1945-ig a pesti Szent Imre Kollégium igazgatója volt. 1939-ben teológiai doktorátust szerzett a bécsi egyetemen. 1945 októberében kinevezték a bécsi Pazmaneum lelki vezetőjévé, 1950-től a németországi magyar menekültek vezető lelkipásztorává. Ő lett a külföldi magyarság pasztorális ellátásának megszervezője, müncheni székhellyel. Megalapította a Pannonia Sacra és az Életünk című folyóiratot. 1952-től németországi magyar főlelkész volt.
1958-ban megalapította a Burg Kastl-i magyar gimnáziumot és internátust. 1960-tól ő volt a Nyugaton működő magyar lelkészek főlelkésze; a németországi Magyar Caritas és a müncheni Magyar Egyházszociológiai Intézet vezetőjeként működött, továbbá a németországi magyar iskolák felügyelőjeként. Ő kezdeményezte a Németországi Magyar Egyesületek Központi Szövetségét. 
Feldafingben (Bajorország) hunyt el, 1978. január 18-án.

## Kinevezések, kitüntetések
- 1960: pápai Titkos Kamarás és római Apostoli Delegátus
- 1974: német Szociális Munka aranyérme
- 1974: a Szuverén Máltai Lovagrend tiszteletbeli konventuális káplánja
- 1977: Bajor Érdemrend
- 1977: pápai prelátus